# Signori bambini
Signori bambini (Messieurs les enfants) è un romanzo dello scrittore francese Daniel Pennac, pubblicato per la prima volta nel 1997.
Il libro è uscito in contemporanea con l'omonimo film del regista Pierre Boutron, amico di Pennac. I due hanno deciso di raccontare la stessa storia, solo che l'uno non avrebbe dovuto leggere (o guardare) il libro (o il film) dell'altro.

## Trama
Il professore Craistang, professore di francese a Belleville, scopre tre dei suoi allievi, Igor Laforgue, Joseph Pritsky e Nourdine Kader, che fanno girare un disegno che recita: Crastaing farabutto pagherai caro pagherai tutto. Il professore offeso, dà loro una punizione, per il giorno successivo dovranno svolgere un tema: Una mattina ti svegli e ti accorgi che, durante la notte, sei stato trasformato in adulto. In preda al panico, ti precipiti in camera dei tuoi genitori. Loro sono stati trasformati in bambini. Racconta il seguito.
Una volta svolto il tema, i tre amici si accorgono che è diventato realtà: in una contraddittoria Belleville contemporanea i tre riusciranno a scoprire cosa rende così severo e irritabile il loro prof, e, grazie all'aiuto di Yolande, una navigata prostituta e dello stesso Crastaing, ritroveranno un po' della felicità perduta con la morte del padre di Igor, che è la voce narrante.

## Edizioni
- Daniel Pennac, Signori bambini, traduzione di Yasmina Mélaouah, collana Universale Economica Feltrinelli, Feltrinelli, 2003,  p. 188, ISBN 978-88-07-88080-3.